# Джамаль Абдун
Джама́ль Абду́н (араб. جمال عبدون, фр. Djamel Abdoun; нар. 14 лютого 1986, Монтрей) — алжирський та французький  футболіст, півзахисник, який є вільним агентом, та, в минулому, гравцем національної збірної Алжиру.

## Клубна кар'єра
Народився 14 лютого 1986 року в французькому місті Монтрей в родині алжирців. Вихованець юнацьких команд футбольних клубів «Парі Сен-Жермен» та «Аяччо».
У дорослому футболі дебютував 2003 року виступами за «Аяччо», в якій провів три з половиною сезони, проте до основної команди не пробився, взявши участь лише у 12 матчах чемпіонату.
На початку 2007 року перейшов на правах оренди в «Манчестер Сіті», проте зіграв там до кінця сезону лише в одному матчі на кубок Англії проти «Саутгемптона» (3:1), після чого у сезоні 2007/08, також на правах оренди грав за «Седан» у Лізі 2, де став основним гравцем.
Своєю грою привернув увагу представників тренерського штабу «Нанта», до складу якого приєднався влітку 2008 року. Відіграв за команду з Нанта наступні два сезони своєї ігрової кар'єри. Більшість часу, проведеного у складі «Нанта», був основним гравцем команди.
Протягом сезону 2010/11 років захищав кольори грецького клубу «Кавала». По завершенні сезону команда була відправлена у четвертий дивізіон через скандал з договірними матчами, після чого Абдун покинув клуб на правах вільного агента.
31 серпня 2011 року підписав трирічний контракт з пірейським «Олімпіакосом», з яким протягом наступних сезонів двічі ставав чемпіоном Греції, а також вигравав національний кубок.
25 липня 2013 року уклав трирічний контракт з англійським «Ноттінгем Форест» з Чемпіоншіпу. У першому сезоні алжирець зіграв 22 матчі, після чого йому було повідомлено, що він «не має майбутнього в команді» і може шукати собі новий клуб. Через це у 2015 році Джамаль недовго грав на правах оренди за бельгійський «Локерен», а влітку того ж року покинув «Ноттінгем Форест» за обопільною згодою сторін.
8 серпня 2015 року Абдун підписав контракт з грецькою «Верією». За сезон відіграв за клуб з міста Верія 15 матчів в національному чемпіонаті, в яких забив 3 голи. Влітку 2016 залишив грецький клуб на правах вільного агента.

## Виступи за збірні
Абдун народився у Франції, але має алжирське коріння, тому він міг представляти на міжнародному рівні, як збірну Франції, так і збірну Алжиру.
Спочатку Абдун виступав за юнацькі збірні Франції — у 2003 році він дебютував у складі юнацької збірної Франції, разом з якою став переможцем юнацького (U-19) чемпіонату Європи у 2005 році. Всього взяв участь у 17 іграх на юнацькому рівні, відзначившись 2 забитими голами.
Протягом 2005–2006 років залучався до складу молодіжної збірної Франції. На молодіжному рівні зіграв у 8 офіційних матчах.
Проте, маючи подвійне громадянство, Абдун також мав право представляти Алжир. 15 вересня 2009 року він був вперше викликаний до лав збірної Алжиру на матч проти збірної Руанди, але на поле не вийшов. Незважаючи на те, що Абдун не зіграв жодного матчу за збірну, головний тренер Рабах Саадан включив Джамаля у заявку на Кубок африканських націй 2010 року в Анголі, де Абдун і дебютував 18 січня 2010 року в грі проти господарів турніру (0:0), замінивши на 89 хвилині Каріма Матмура. Всього на турнірі зіграв у 4 матчах, а його збірна зайняла 4 місце.
Влітку того ж року у складі збірної був учасником чемпіонату світу 2010 року у ПАР, на якому зіграв у одному матчі проти збірної Англії (0:0), провівши на полі увесь матч.
Всього протягом 2010 року провів у формі головної команди країни 11 матчів, після чого перестав викликатись до лав збірної.

## Титули і досягнення
- Чемпіон Греції (2):

«Олімпіакос»: 2011-12, 2012-13
- Володар Кубка Греції (2):

«Олімпіакос»:  2011–12, 2012–13
- Чемпіон Європи (U-19): 2005